# Коркове дерево амурське
{{#ifeq:0|0|{{#if:Phellodendron amurense|{{#if:|[[]}}|[[]]}}}}
Ќоркове де́рево ам́урське (Phellodendron amurense) — дерево родини рутових (Rutaceae), заввишки до 20—25 м і 60—75 см в діаметрі, з густою кроною і світло-сірою зморшкуватою оксамитовою корою, що має добре розвинутий корковий шар.
Давніше називалося також: бархат амурський, пробкове дерево амурське, пробкове дерево.
Листки непарнопірчасті, з неприємним запахом.
Квітки дводомні, невеликі, зеленуваті, зібрані в китицю; плід — чорна кістянка. Коркове дерево амурське — добрий медонос, цвіте в кінці червня. В теплу й вогку погоду бджолина сім'я за час цвітіння назбирує до 8-12 кг меду.
Росте коркове дерево амурське в Японії, Китаї, у Росії (на Далекому Сході і півдні острова Сахалін). Інтродуковане у Європейській частині Росії, а також в Україні. В парках, штучних лісових насадженнях та лісосмугах. Міцна деревина коркового дерева йде на виготовлення меблів, фанери, лиж тощо. З кори одержують корок. Якщо при знятті коркової плити не було пошкоджено луб'яний шар, то корок відростає вдруге, і має кращу якість. Через швидкий ріст, невибагливість, інтенсивне розмноження та довговічність у деяких країнах вважається інвазійним видом.

## В Україні
На території України існують культурні насадження рослини в парках, розсадниках, у південно-західній частині також у лісових насадженнях. Окремим деревам та насадженням місцевими органами влади був наданий природоохоронний статус, наприклад: Бархат амурський (Хмельницька область) або Ділянка лісу (Волинська область).

## На батьківщині
У традиційній китайській медицині листя коркового дерева амурського здавна вважалось цілющим і зараховувалось до обов'язкових «50 цілющих засобів». Використовувалось у лікуванні менінгіту, запалення легень, туберкульозу.

## Галерея

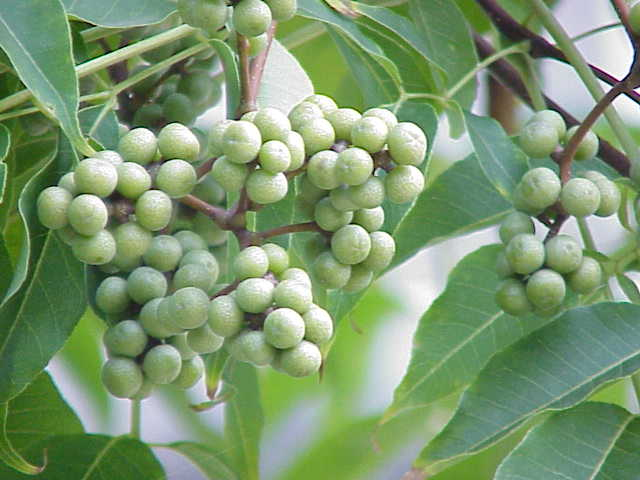
Недозрілі плоди
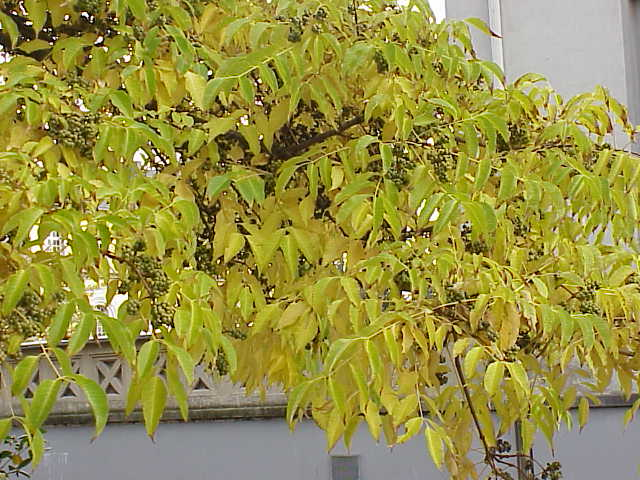
Гілка з пожовклим листям і плодами коркового дерева амурського (восени)
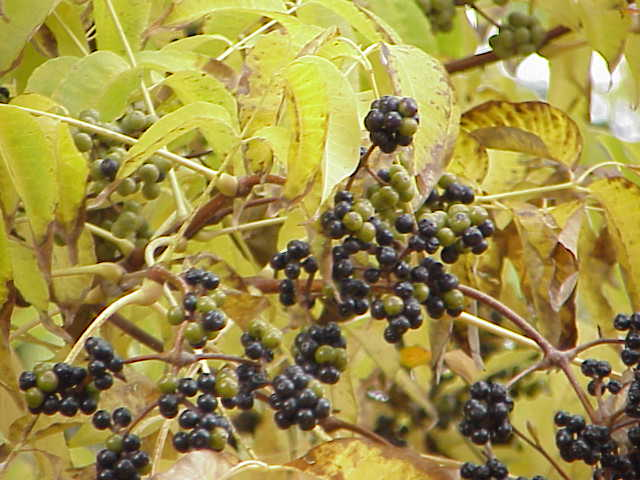
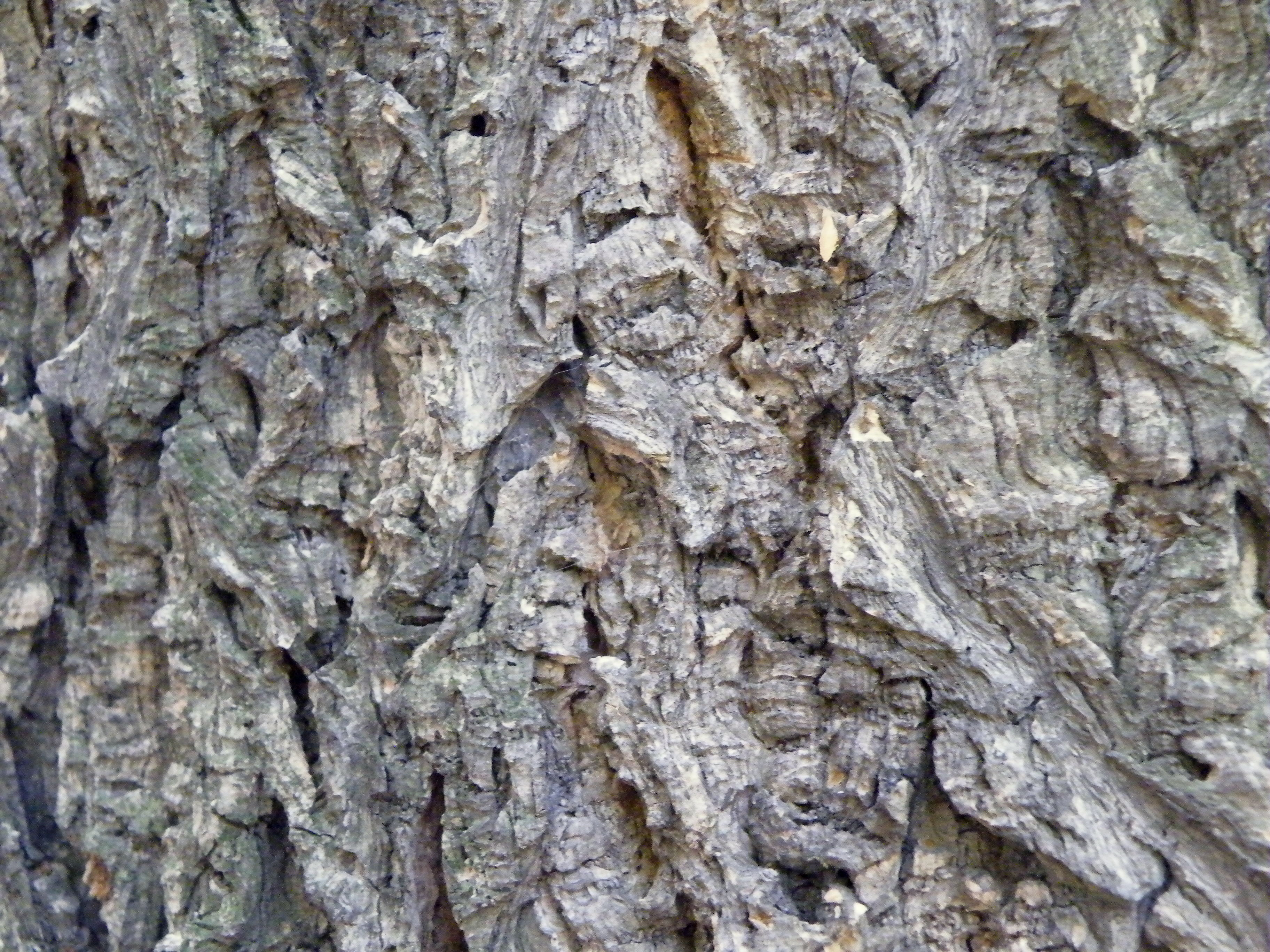
Кора